# Mandirituba
Mandirituba est une municipalité brésilienne située dans l'État du Paraná.